# Werner Näkel
Werner Näkel (* 1953 in Dernau) ist ein deutscher Winzer. Er war bis Ende der 2010er-Jahre Inhaber des Weinguts Meyer-Näkel im Ahrtal und gilt als Mitbegründer der „deutschen Rotwein-Revolution“ Ende der 1980er-Jahre.

## Leben
Werner Näkel ist das zweitälteste von vier Kindern. Er studierte Sport und Mathematik für das Lehramt am Gymnasium. Im Jahr 1982 übernahm er den damals zwei Hektar großen Weinbaubetrieb seiner Eltern in Dernau. Er verabschiedete sich von der damals im Ahrtal gängigen Produktion von lieblichen Rotweinen und stellte die Produktion auf Reife in Barrique-Fässern um. Von nun an konzentrierte er sich auf die Herstellung trockener Rotweine, für die er seit 1989 regelmäßig Preise gewann. So etwa verlieh ihm 2001 die Zeitschrift Der Feinschmecker den Titel Winzer des Jahres. 2004 kürte ihn der Gault-Millau ebenfalls mit diesem Titel. In den Jahren 2003, 2008 und 2011 wurde seine Weinkarte von Wein-Plus mit der Kollektion des Jahres ausgezeichnet.
Im Zuge seines wirtschaftlichen Erfolgs und der Anerkennung seiner Qualitätsweine durch die Weinkritiker folgten auch andere Ahrwinzer seinem Vorbild.

### Ausländische Weingüter
Gemeinsam mit dem südafrikanischen Önologen Neil Ellis, der in seinem Land als „Winemaker of the year“ ausgezeichnet wurde, gründete er 1997 in der Nähe von Kapstadt das Weingut Zwalu, zu deutsch etwa „Neubeginn“. Dort werden die Rebsorten Cabernet Sauvignon, Merlot, Cabernet Franc und Shiraz angebaut. Im Jahr 2000 kaufte Werner Näkel mit zwei Partnern das portugiesische Weingut Quinta da Carvalhosa im Douro-Tal. Es sind acht Hektar Steillagen, auf denen die autochthonen Rebsorten Tinta Barroca, Tinta Roriz, Touriga Nacional und Touriga Franca wachsen, das durchschnittliche Alter der Rebstöcke liegt zwischen 20 und 40 Jahren.

### Familie
Werner Näkel ist verheiratet und hat zwei Töchter. Im Jahr 2019 wurde seine Tochter Meike Näkel in den Vorstand im Verband Deutscher Prädikatsweingüter gewählt und ist damit die erste Frau im Präsidium in der 100-jährigen Geschichte des Verbands.

## Filme
- Ein Dorf im Rausch des Weines. Fernseh-Reportage, Deutschland, 2011, 29 Min., Buch und Regie: Stefan Quante, Produktion: WDR, Reihe: Der goldene Oktober, Redaktion: Hier und Heute, Erstsendung: 22. Oktober 2011 bei WDR, Inhaltsangabe von fernsehserien.de.
- Weinwunder Deutschland. Die Rotwein-Revolution. Fernseh-Reportage, Deutschland, 2010, 28:10 Min., Buch: Stuart Pigott und Alexander Saran, Regie: Alexander Saran, Produktion: moviepool, Megaherz, Bayerischer Rundfunk, Reihe: Weinwunder Deutschland, Erstsendung: 26. Dezember 2010 beim Bayerischen Fernsehen, Inhaltsangabe von ARD, über das Weingut Meyer-Näkel, Weingut Thomas Hensel und Weingut Gert Aldinger.